# Новый Этап
Новый Этап (укр. Новий Етап) — посёлок в Аскания-Новой поселковой общине Каховского района Херсонской области Украины. В 2022 году, во время вторжения России на Украину, село было захвачено. На данный момент находится под оккупацией ВС РФ.
Население по переписи 2001 года составляло 72 человека. Почтовый индекс — 75230. Телефонный код — 5538. Код КОАТУУ — 6525455304.

## Местный совет
75230, Херсонская обл., Чаплинский р-н, пгт Аскания-Нова, ул. Соборная, 28